# Josef Grohé
Joseph Grohé est un homme politique allemand national-socialiste, né le 6 novembre 1902 à Gemünden (Hunsrück) et mort le 27 décembre 1987 à Cologne.
Il a été gauleiter de Cologne-Aix-la-Chapelle. 

## Carrière au NSDAP
Il adhère au NSDAP en août 1921 et se fait remarquer par la direction du parti à partir du 3 février 1922. Après le Putsch de Munich, il anime un petit groupuscule proche des idées du NSDAP, qu'il rejoint à nouveau après son autorisation le 1er mars 1925. Nommé adjoint de Robert Ley, alors Gauleiter du Gau Rheinland-Süd, il joue un rôle actif dans l'implantation du NSDAP dans ce secteur.
Il est élu au Conseil municipal de Cologne en 1929, puis au Landtag de Prusse à partir de 1932, et enfin au Reichstag en novembre 1933.

## Seconde Guerre mondiale
Nommé le 19 juillet 1944 commissaire du Reich pour les territoires occupés de Belgique et du Nord de la France, il est cependant sans moyens face aux incursions alliées dans son commissariat. Au mois de mars 1945, il fuit devant l'avance alliée en traversant le Rhin et abandonne les populations de son Gau.